# روبرت ألتمان
روبرت التمان (20 فبراير 1925 - 20 نوفمبر 2006) (بالإنجليزية: Robert Altman)‏ كان مخرج أفلام أمريكي، كرمته أكاديمية الفنون والعلوم السينمائية بجائزة فخرية في 2006، كما حصل بأعماله على عدة جوائز منها البافتا مرتين والإيمي والغولدن غلوب.

## السيرة السينمائية
أخرج أول فيلم سينمائي له عام 1957 و هو The Delinquents و من ثم أخرج حلقتين من القصص القصيرة لهيتشكوك Alfred Hitchcock Presents و بعدها قام بإخراج العديد من الحلقات التليفزيونية و في عام 1970 أخرج ألتمان أشهر أفلامه فيلم MASHوهو فيلم الكوميدي الذي يتحدث عن مجموعة جنود يستخدمون الضحك كطريقة لمواجهة الرعب الناتج عن الحرب , وقد حصد الفيلم جائزة أوسكار عن أفضل سيناريو مأخوذ عن رواية و ترشح لأربعة جوائز أخرى منها أفضل مخرج و أفضل فيلم. في عام 1971 أخرج فيلم McCabe & Mrs. Miller الذي ترشح لجائزة الأوسكار لأفضل ممثلة و بعدها بعام آخر قام بإخراج فيلم الخيال Images الذي ترشح لجائزة أوسكار أفضل موسيقى تصويرية و في عام 1973 أخرج فيلم The Long Goodbye, في عام 1975 قام بإخراج Nashville و قد حاز الفيلم على جائزة أفضل أغنية و ترشح أيضاً لأربعة جوائز أخرى و منها أيضاً أفضل مخرج و أفضل فيلم, و تلى ذلك عدة أفلام أخرجها ألتمان مثل A Wedding , 3 Women , Fool for Love , Aria, في 1992 اخرج فيلم The Player بطولة تيم روبنز , في عام 1993 أخرج ألتمان فيلم Short Cuts الذي ترشح عنه لجائزة الأوسكار أفضل إخراج , قام بعدها روبرت ألتمان بإخراج عدة أفلام متوسطة المستوى حتى جاء عام 2001 حيث قام بإخراج Gosford Park و هو الفيلم الحائز على جائزة أوسكار أفضل سيناريو و ترشح هذه المرة لستة جوائز أوسكار و منها أفضل مخرج و أفضل فيلم , و قام في 2006 بإخراج فيلم تقييمه عالي من النقاد و المشاهدين على حد سواء و هو A Prairie Home Companion.

## مواقع خارجية
- روبرت ألتمان على موقع IMDb (الإنجليزية)
- روبرت ألتمان على موقع الموسوعة البريطانية (الإنجليزية)
- روبرت ألتمان على موقع روتن توميتوز (الإنجليزية)
- روبرت ألتمان على موقع مونزينجر (الألمانية)
- روبرت ألتمان على موقع ألو سيني (الفرنسية)
- روبرت ألتمان على موقع ميوزك برينز (الإنجليزية)
- روبرت ألتمان على موقع تيرنر كلاسيك موفيز (الإنجليزية)
- روبرت ألتمان على موقع أول موفي (الإنجليزية)
- روبرت ألتمان على موقع بوكس أوفيس موجو (الإنجليزية)
- روبرت ألتمان على موقع قاعدة بيانات برودواي على الإنترنت (الإنجليزية)